# Яндемірово
Яндемі́рово (рос. Яндемирово, марій. Яндемерсола) — присілок у складі Параньгинського району Марій Ел, Росія. Входить до складу Куракінського сільського поселення.

## Населення
Населення — 500 осіб (2010; 475 у 2002).
Національний склад (станом на 2002 рік):
- марі — 99 %